# Wyspy Sarońskie
Wyspy Sarońskie lub Wyspy Argo-Sarońskie (gr. Νησιά του Αργοσαρωνικού, Nisiá tou Argosaronikoú) – archipelag w Grecji, położony na Zatoce Sarońskiej na wschód od Przesmyku Korynckiego i na południe od Półwyspu Attyckiego. Administracyjnie wyspy te należą do jednostki regionalnej Wyspy, w regionie Attyki, w administracji zdecentralizowanej Attyki. Do wysp archipelagu zaliczają się: Egina, Angistri, Dokos, Hydra, Poros, Salamina, Spetses.